# État de Barinas
Pour les articles homonymes, voir Barinas.
Barinas est un État du Venezuela. Sa capitale est Barinas. En 2011, sa population s'élève à 816 264 habitants

## Étymologie

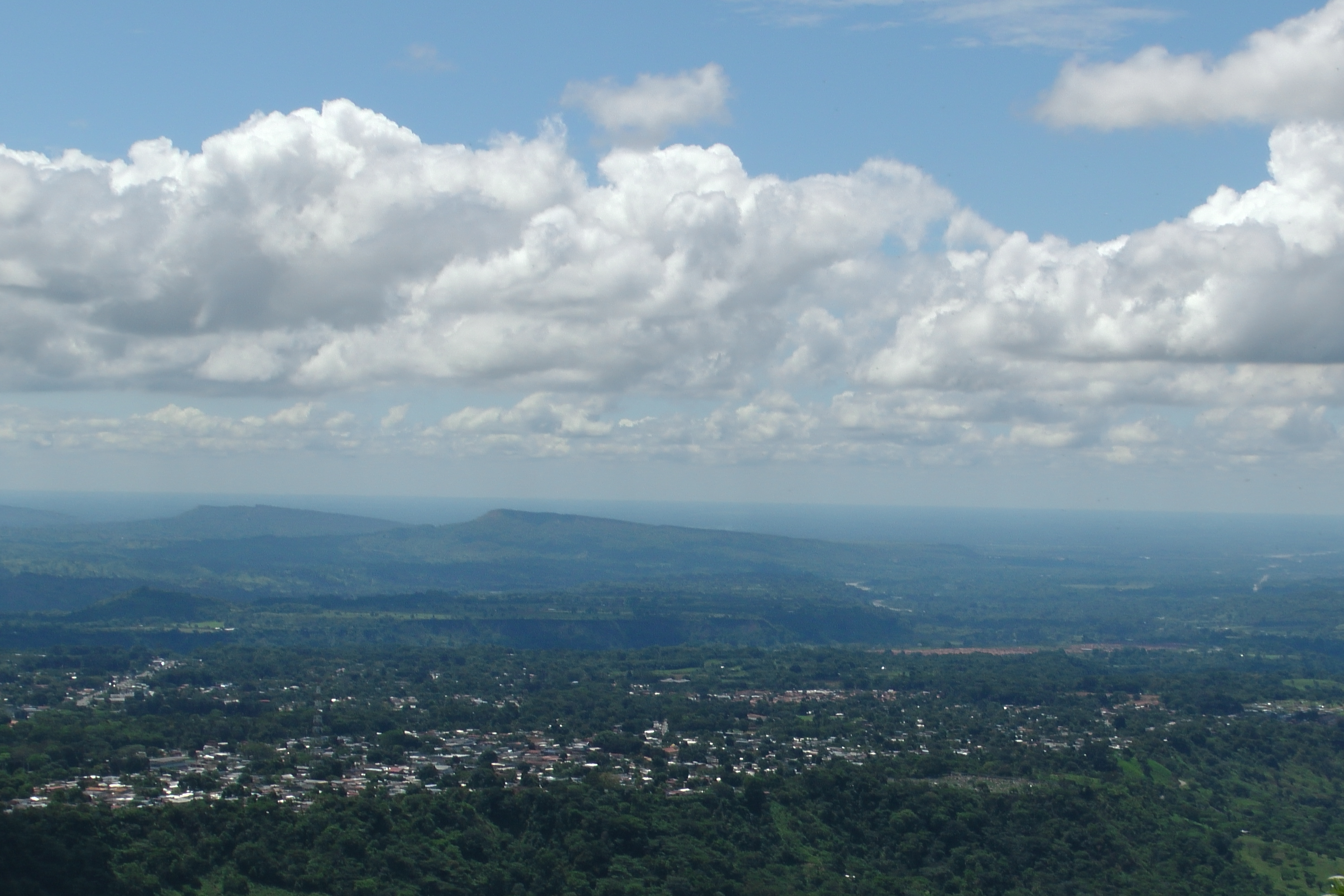
Barinitas fondée sous le nom de Nueva Trujillo de Barinas en 1628 compte parmi les toponymes qui attestent l'emploi précoce du terme Barinas.

Le terme de Barinas est une variante de Varinas, le nom d'une ethnie d'Amérindiens qui habitant le piémont andin, ceci possiblement en rapport avec le terme Barima donné par les Indiens U'wa au río Santo Domingo dans le mythe Aya. Si l'origine de ce terme reste inconnu, la croyance populaire lui associe le « vent fort qui vient des vallées du río Santo Domingo », en référence au vent fort qui souffle sur les hautes plaines de la région.
Selon Virgilio Tosta, le terme apparaît pour la première fois en 1628, comme terme alternatif à Altamira. Selon Betancourt Martínez, le terme apparaît dans la composition des noms de lieu locaux comme Barinitas fondée sous le nom de Nueva Trujillo de Barinas en 1628, et de Barinas en 1759. Ce terme est de nouveau employé pour la province de Barinas en 1786 et pour l'État de Barinas en 1859.
L'espèce d'arbustes épineux Senna aculeata au fleurs jaunes et abondante dans l'État, est parfois appelée « fleur de Barinas », ce qui en fait la fleur emblématique de l'État.

## Histoire

### Époque précolombienne
L'histoire précolombienne des plaines occidentales, les llanos, se déroule principalement autour du territoire actuel du Barinas. Elle est marquée par une grande mobilité des ethnies qui y interagissent, en provenance de l'Orénoque, de l'Amazonie et des Andes, profitant des moyens de communication naturels que sont les hautes terres et les nombreux cours d'eau qui parsèment les territoires.
La grande grande période courant du IXe siècle av. J.-C. à la conquête espagnole des XVe et XVIe siècles est marquée par plusieurs phases d'occupation successives, dont témoignent au moins trente-trois pétroglyphes, de nombreux types lithiques sur le piémont andin, une vingtaine de tertres et de chaussées formant des voies sur de longues distances qui courent jusqu'en Colombie à des fins économique, militaire ou religieuse.
Les premières traces d'occupation indigène sont attestées sur le complexe d'Agua Blanca, peu étudié. Vers -250, des groupes de population venant de l'est de la Colombie et de l'Équateur s'installent dans les plaines moyennes du Barinas caractérisées par leur fertilité et de faibles inondations. Cette occupation est marquée par les tertres et les chemins les plus anciens de la région ainsi que par le complexe céramique de Caño del Oso. Les habitants sédentarisés vivent de la culture du maïs, de la chasse et de la pêche. Le piémont est une importante zone d'échanges avec les groupes andins,.
De 650 à 1200, des groupes arawaks résidant dans les espaces forestiers dominent la région, entretiennent des chefferies rivales et guerrières. La période est marquée par un accroissement de la population et une pénétration de ces groupes jusque dans la région de Guanarito. L'usage de certains types céramique dénote une influence culturelle du Centre-Ouest du Venezuela,. Ces groupes arawaks issus de ces régions ainsi que du Zulia au nord-ouest, introduisent la culture du manioc et établissent des routes commerciales à travers tout le bassin de l'Orénoque.

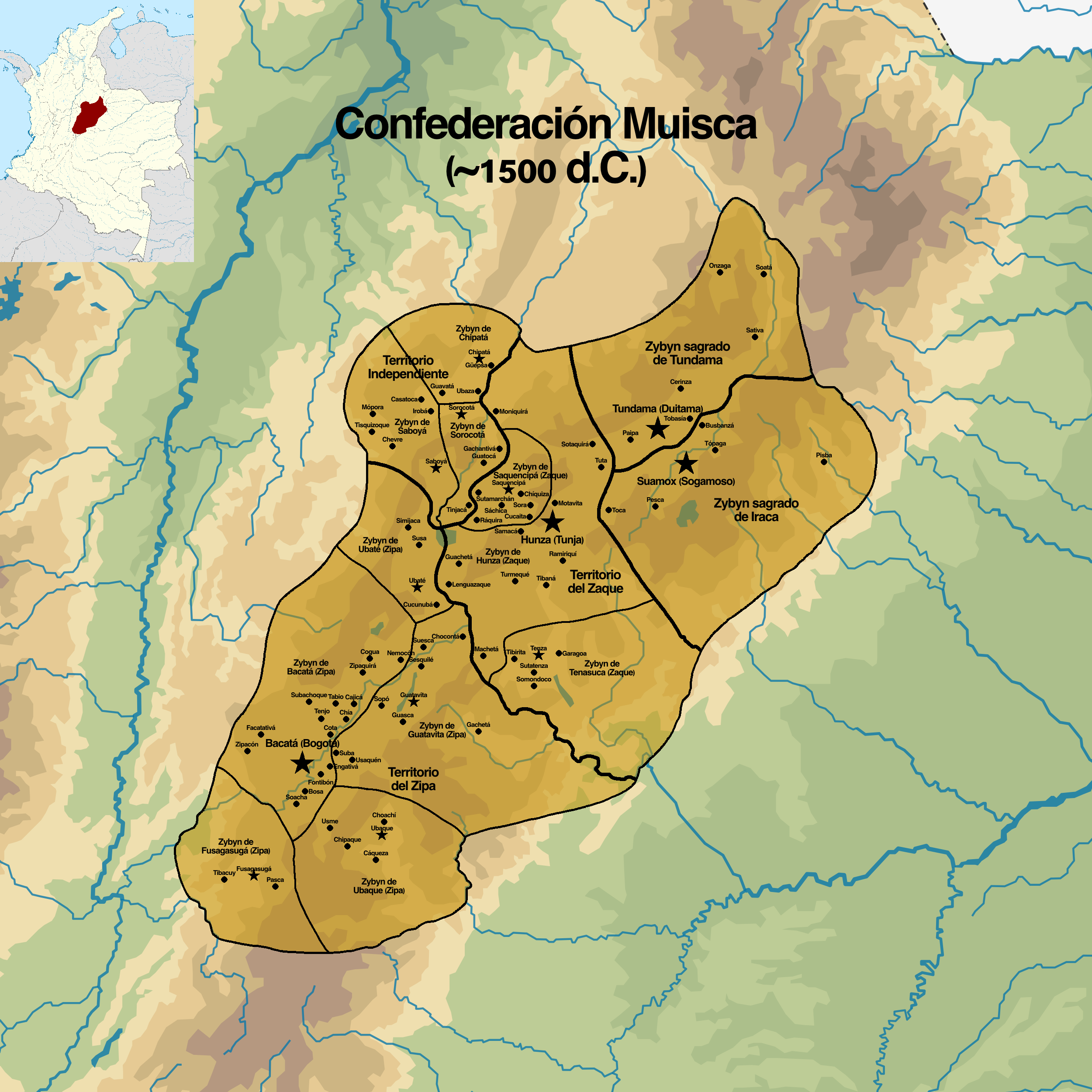
Carte de la répartition des Chibchas en Colombie à l'arrivée des Européens, territoire bordé au nord par celui des U'wa ou Tunebos, d'où partent les missions exploratoires indiennes vers les llanos vénézuéliens.

Les Indiens U'wa explorent et occupent le piémont andin et les hautes plaines, depuis les régions colombiennes de la Sierra Nevada del Cocuy et des savanes de Casanare. Leur présence est marquée par la tripartition de leur occupation selon l'altitude, ce qui constitue l'un des éléments marquants de la culture des Indiens Chibchas.

### Époque coloniale
À l'arrivée des Européens, le territoire est largement occupé par de très nombreuses ethnies, organisées en sociétés agraires de bien commun, parmi lesquelles Achaguas, Aitures, Amaibas, Apures, Baraures, Barrancas, Canaguaes, Capes, Caquetíos, Cúcuaros, Curaguas, Curayes, Dásaros, Duriguas, Guahibos, Güeros, Michayes, Orúes, Puyures, Suripaes, Ticoporos, Tobores, Torunos, Tucuriguas et Varinas. La quasi-totalité de ces ethnies aujourd'hui, soit ont disparu, soit ont migré, mais leur nom reste encore associé à un certain nombre de toponymes comme Torunos, chef-lieu et paroisse civile de la municipalité de Barinas et Barrancas, chef-lieu et paroisse civile de la municipalité de Cruz Paredes.
En 1535, les premiers Européens découvrent la région, notamment le conquistador et gouverneur allemand Georg von Speyer (1500-1540) au service des Welser d'Augsbourg traverse la région avec ses troupes dans sa quête du légendaire Eldorado en direction du río Meta en Colombie, un des affluents de l'Orénoque, et se confronte aux Indiens Jirajaras. Le conquistador et chroniqueur allemand Nikolaus Federmann (1505-1542) est à Arismendi dans l'est actuel de l'État la même année. L'aventurier allemand Philipp von Hutten (1505-1546) qui accompagnait von Speyer en 1535, renouvelle l'expédition en 1541. Alonso Pérez de Tolosa  traverse le Barinas en 1549 sur le chemin d'El Tocuyo après avoir échoué dans une conquête que lui avait confié le gouverneur Juan Pérez de Tolosa.

#### Altamira de Cáceres
Le 30 juin 1577, la colonisation de Barinas débute lorsque le capitaine Andrés Varela, sous mandat du gouverneur de la province de La Grita Francisco de Cáceres, choisit un lieu montagneux, proche des llanos pour fonder la ville d'Altamira de Cáceres. Les débuts sont difficiles tant en raison de l'agitation des Indiens Jirajaras que l'exiguïté des lieux peu propices à la construction. Les conditions sont telles que Varela démissionne de son poste de maire quelques mois seulement après la fondation de la ville et que les habitants manifestent leur souhait de déménager leur peuplement. Pour autant, les quatre décennies qui suivent, la ville se peuple. L'économie s'oriente vers l'élevage de bétail et surtout vers la culture du tabac qui concurrence Cuba. Si la ville n'est pas aussi prospère que prévu à ses débuts, seulement seize Créoles et deux-cent-cinquante Indiens y résident, le Barinas primitif comme l'indique Virgilio Tosta, reste mondialement connu en raison de la renommée de son tabac.

#### Nueva Trujillo de Barinas
Toutefois, les habitants d'Altamira quittent la ville progressivement vers les llanos et la refondation du peuplement est ordonné en 1628 par le gouverneur des provinces de Mérida et de La Grita, Juan Pacheco Maldonado sur le plateau de Moromoy sous le nom de Nueva Trujillo de Barinas, l'actuelle Barinitas. La raison du succès de cette refondation est la proximité de la ville nouvelle avec les terres à coloniser et leur fertilité  qui permet l'élevage du bétail et la culture intensive du tabac.

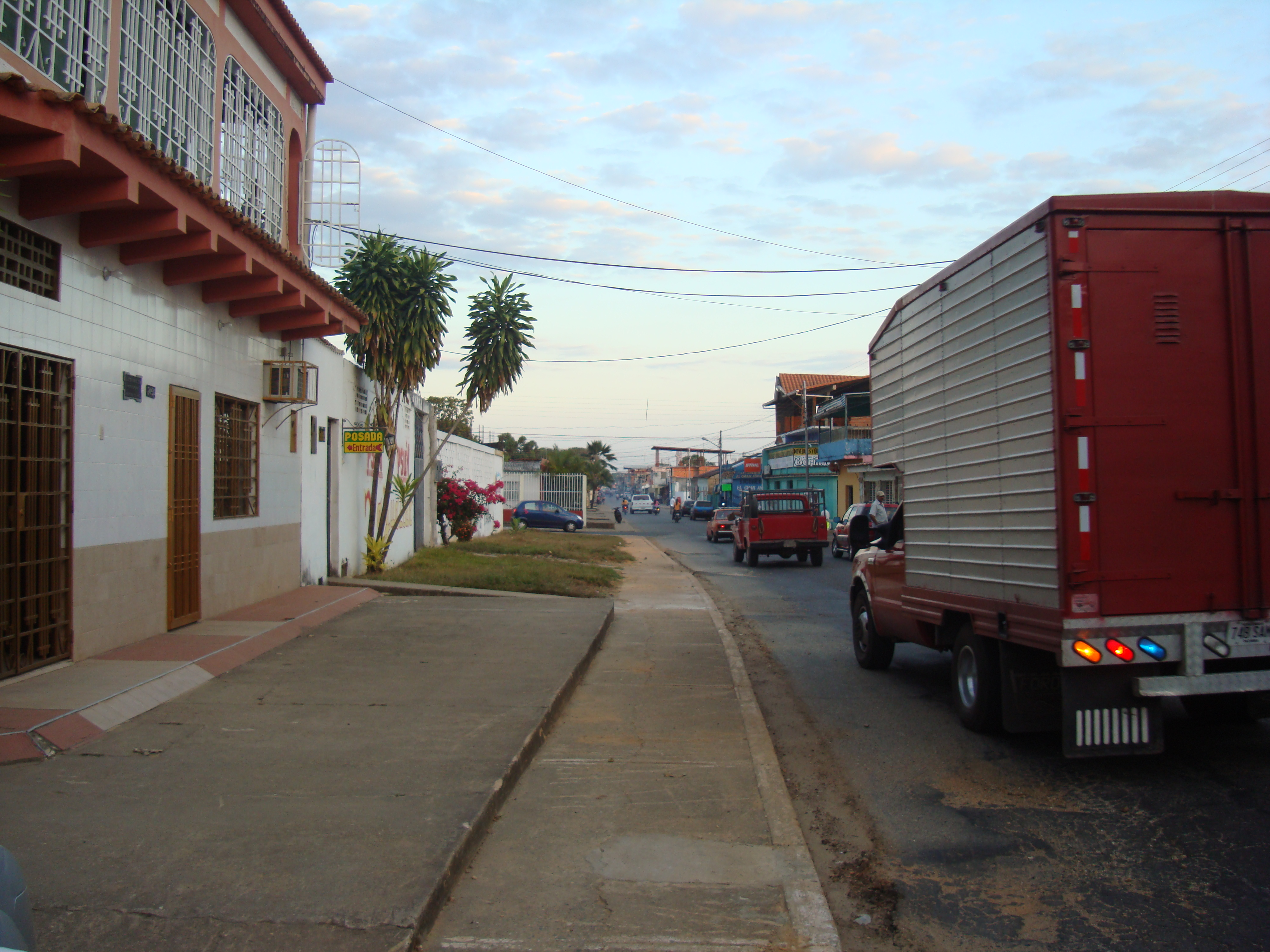
Santa Bárbara est un village indien à sa fondation.

La Nueva Trujillo est considéré comme la porte de la conquête des llanos. En 1619 et fondée Nuestra Señora de la Concepción del Curay, l'actuelle ville de la La Barinesa, proche de Barinitas. Puis sont fondés Nuestra Señora de Pedraza, l'actuelle ville de Ciudad Bolivia, et les villages indiens de Santa Bárbara et Curbatí.
Après le sac de Maracaibo et l'incendie de Gibraltar dans l'État de Zulia par les Néerlandais en 1641, les habitants imaginent d'autres débouchés commerciaux. C'est ainsi que Miguel de Ochogavia entreprend en 1647 l'exploration de la région et découvre la connexion entre les cours d'eau du Santo Domingo, de l'Apure et de l'Orénoque.

#### Municipalité et province de Barinas

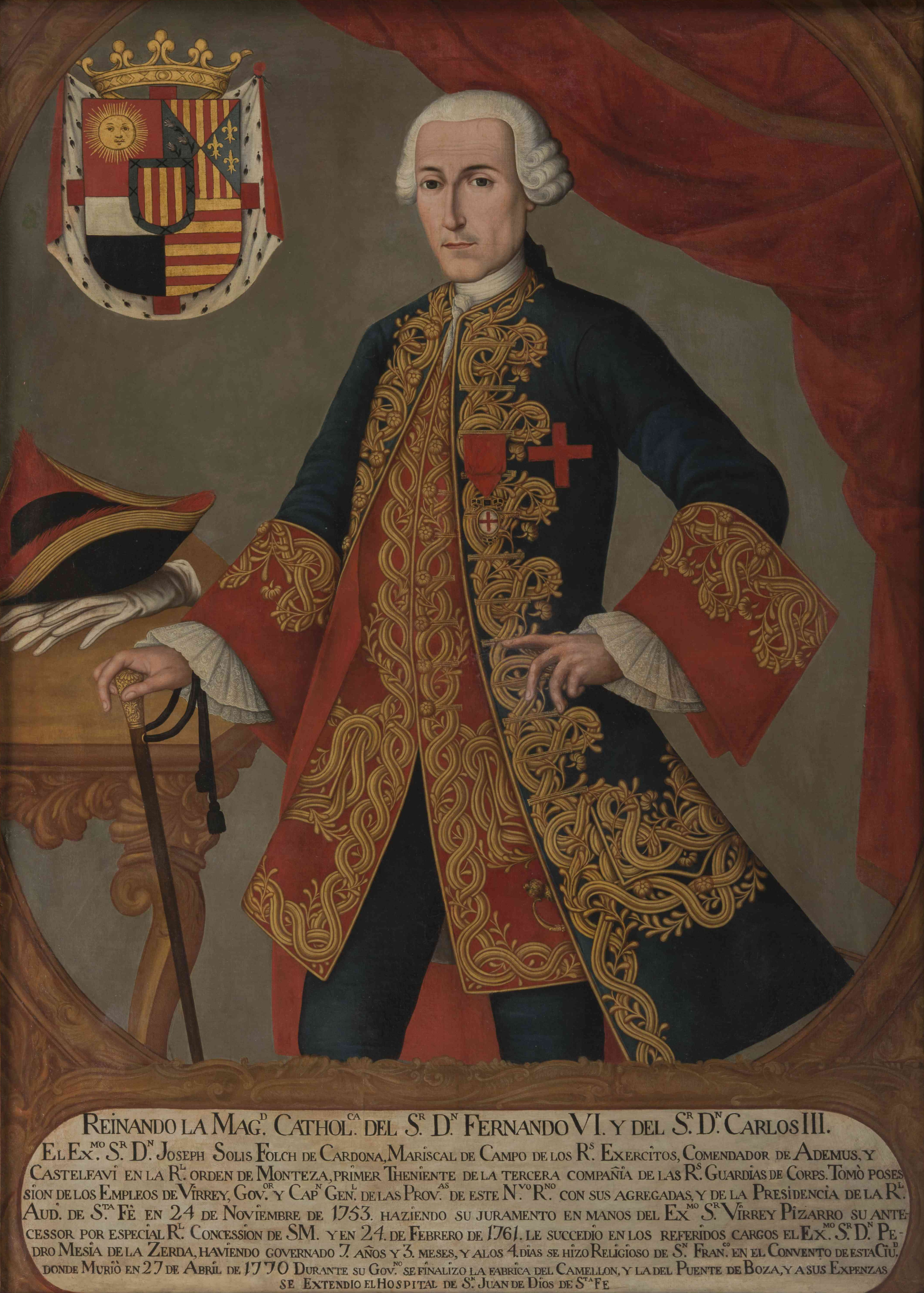
José Solís Folch de Cardona (1716-1770), vice-roi de Nouvelle-Grenade, entérine définitivement la création du Barinas en 1759.

Après la fondation de la Nueva Trujillo, la pacification des tribus indiennes environnantes se poursuit. L'élevage du bétail, l'envie de se soustraire à l'impôt dû à la couronne espagnole et la chute de la demande en tabac à la fin du XVIIe siècle poussent les habitants à délaisser le plateau de Moromoy pour investir les savanes bordant les cours d'eau de Santo Domingo, Masparro et Boconó. Ces nouveaux établissements prospères sont les fondements des villes actuelles de Sabaneta, Barrancas et Obispos. Le 11 juillet 1759, le vice-roi de Nouvelle-Grenade, José Solís Folch de Cardona, entérine définitivement la création du Barinas, sous ces limites et nom et actuels et centré sur Antonio de los Cerritos, plus proches de ces nouveaux peuplements.

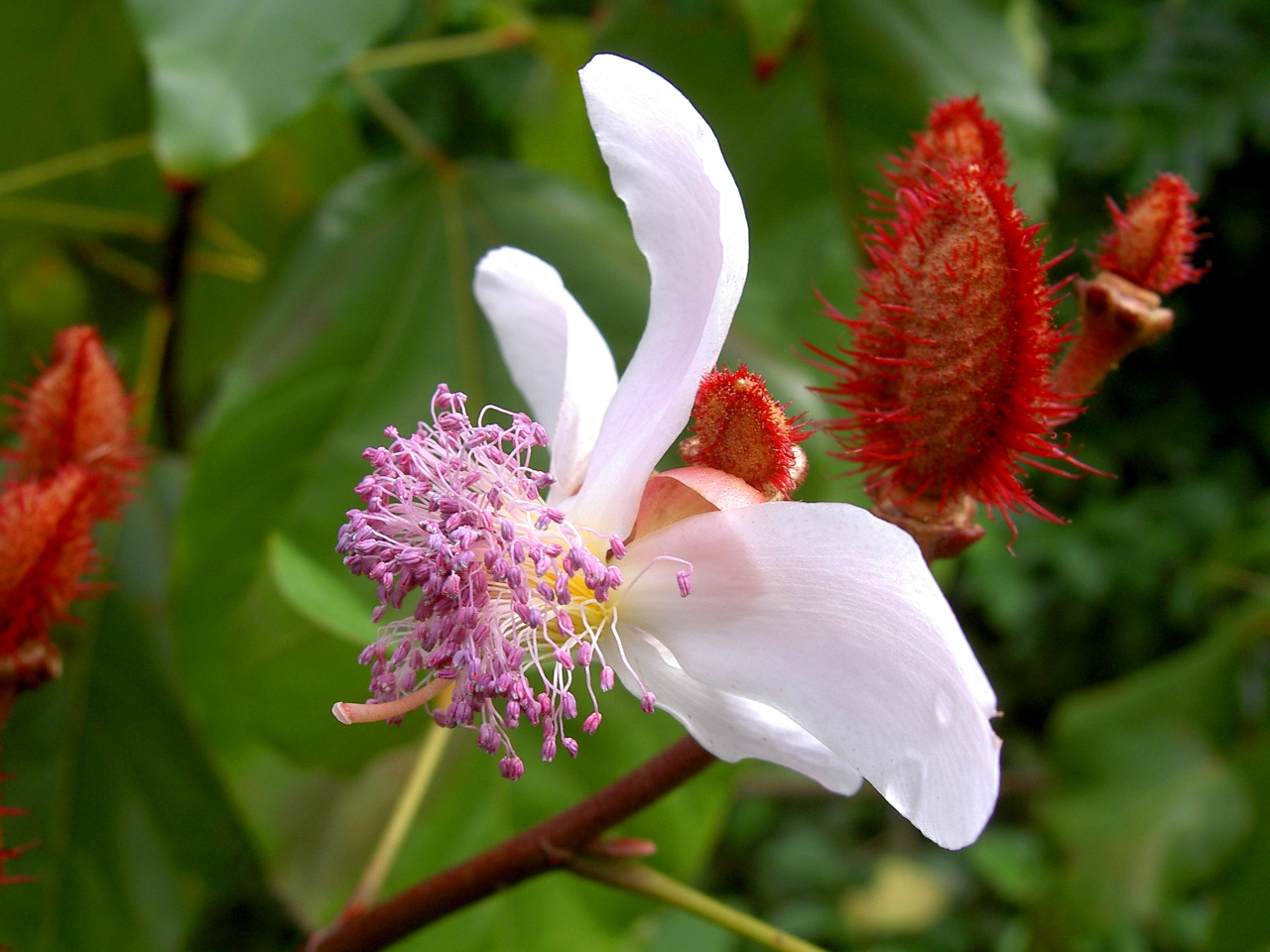
La production de l'onoto (Bixia orellana), plante à pigment rouge, a contribué au développement économique du Barinas au XVIII.

Le Barinas est l'une des divisions de la capitainerie générale du Venezuela à sa création en 1777. Le 15 février 1786, le roi d'Espagne Charles III ordonne la création de la province de Barinas qui couvre alors le Barinas, l'Apure et le Portugesa, en se séparant de la province de Maracaibo. Dès lors, la diversification des activités et l'exploitation des terres nouvelles provoquent une croissance économique, basée sur la culture, notamment des plantes à pigments, indigo pour le bleu et onoto (Bixia orellana) pour le rouge, alimentaires comme la canne à sucre, le café et le cacao, ou textiles comme le coton. Apparaissent le premier hôpital et la première prison. Le Barinas l'emporte sur des communards andins en 1781, ce qui conduit le roi Charles IV à accorder en 1790 au territoire les armes que conserve encore l'actuelle capitale de l'État, tout comme sa devise « Très noble et très loyal » (Muy noble y muy leal, en espagnol).

#### Indépendance
Le Barinas rejoint le Conseil suprême de Caracas le 5 mai 1810 qui souhaite rompre avec la couronne espagnole et compte comme signataire de l'acte de la déclaration d'indépendance en l'année suivante, formant la Première République du Venezuela, qui tombe l'année suivante. De nouveau, le Barinas rejoint la Deuxième République après la victoire des indépendantistes à la bataille de Niquitao du 2 juillet 1813, mais celle-ci ne dure également qu'un an. Les campagnes de Páez conforte le parti indépendantiste assurent le triomphe des patriotes au Barinas et la Troisième République. Les jeunes José Antonio Páez et Pedro Briceño Méndez, originaires du Barinas, comptent parmi les personnalités majeures de cette guerre d'indépendance avec Francisco de Miranda et Simon Bolívar.

### Époque contemporaine

#### La province de Barinas à l'époque contemporaine
Sous l'ère de la Grande Colombie (1819-1831), le Barinas subit de nombreuses modifications. En 1821, le Congrès de Cúcuta institue le département de Venezuela qui comprend la province de Barinas. Deux ans après, le Congrès de la République entérine la séparation de la province en deux et la création de la province d'Apure avec Achaguas comme capitale. En 1824 voit la disparition du département de Venezuela et la création du département d'Apure comprenant les provinces de Barinas et d'Apure. Deux ans après, il rejoignent le département de l'Orénoque qui absorbe également la province de Guyane. Sitôt la dissolution de la Grande Colombie prononcée, les cantons de Guanare, Ospino et Araure montrent des velléités de séparation, celle-ci est entérinée en 1851 lorsque le Congrès national crée la province de Portuguesa.

#### L'État de Barinas
Pendant la guerre fédérale (1859-1863), le général Ezequiel Zamora maintient le pouvoir fédéral sur le Barinas et sur les llanos, notamment après la bataille de Santa Inés du 10 décembre 1859. Zamora lance ensuite le siège de San Carlos (dans l'actuel État de Cojedes) où il est assassiné. C'est la raison pour laquelle le Barinas est renommé Zamora en 1862. Il ne retrouve son nom d'origine de Barinas qu'en 1936. La constitution de 1864 institue les États-Unis du Venezuela divisé en États fédéraux, dont l'actuel État de Barinas, abrogeant également l'éphémère fusion qu'il avait effectuée avec l'Apure au cours de la dernière année de la guerre fédérale.
Le 30 avril 1879, le plan qui vise à réduire le nombre d'États provoque la création du Grand État du Sud de l'Ouest qui comprend le Barinas, le Carabobo, le Portuguesa, le Cojedes et le Nirgua, aujourd'hui dans l'Yaracuy. Cependant, Barinitas proteste contre l'éloignement de la capitale en la ville de Valencia dans l'actuel Carabobo.
Le nouvel État est rebaptisé Zamora, a pour capitale Ospino puis Guanare. La fin des années 1880, les velléités indépendantistes du Cojedes, le délitement du Grand État n'est plus qu'une question de temps. Le 22 avril 1899, un décret du gouvernement Ignacio Andrade fait éclater ce grand territoire.
En 1989, l'État de Barinas, effectue ses premières élections régionales au suffrage direct qui voient l'élection comme premier gouverneur Rosales Peña du parti social-démocrate Action démocratique.

## Géographie

### Situation
Il est situé au sud-ouest du pays. La majeure partie de son territoire est constituée de plaines et le reste de montagnes andines. Il occupe un peu plus de 3,84 % du territoire national.

## Démographie, société et religions

### Démographie
Selon l'Institut national de la statistique (Instituto Nacional de Estadística en espagnol), la population a augmenté de 30.71 % entre 2001 et 2011 et s'élève à 816 264 habitants lors de ce dernier recensement :
| 2001    | 2011    |
| ------- | ------- |
| 624 508 | 816 264 |

## Administration et politique

### Subdivisions
L'État est divisé en 12 municipalités totalisant 54 paroisses civiles :
| Municipalité             | Localisation | Chef-lieu         | Nombre de paroisses civiles | Paroisses civiles | Population (2001) | Population (2011) | Population totale (2018) | Population par paroisse civile (2018)                                                        |
| ------------------------ | ------------ | ----------------- | --------------------------- | --- | ----------------- | ----------------- | ------------------------ | -------------------------------------------------------------------------------------------- |
| Alberto Arvelo Torrealba |              | Sabaneta          | 2                           | Juan Antonio Rodríguez Domínguez (Veguitas) Sabaneta (Sabaneta) | 32 183            | 41 232            | 48 373                   | 8 132 40 241                                                                                 |
| Andrés Eloy Blanco       |              | El Cantón         | 3                           | El Cantón (El Cantón) Puerto Vivas (Puerto Vivas) Santa Cruz de Guacas (Santa Cruz de Guacas) | 15 359            | 16 144            | 18 103                   | 7 281 4 737 6 085                                                                            |
| Antonio José de Sucre    |              | Socopó            | 3                           | Andrés Bello (Bum-Bum) Nicolás Pulido (Chameta) Ticoporo (Socopó) | 62 002            | 81 665            | 90 006                   | 8 103 9 935 71 968                                                                           |
| Arismendi                |              | Arismendi         | 4                           | Arismendi (Arismendi) Guadarrama (Guadarrama) La Unión (La Unión) San Antonio (San Antonio) | 18 338            | 23 727            | 29 435                   | 11 573 2 523 9 241 6 098                                                                     |
| Barinas                  |              | Barinas           | 14                          | Alfredo Arvelo Larriva (Quebrada Seca) Alto Barinas (Barinas) Barinas (Barinas) Corazón de Jesús (Barinas) Dominga Ortiz de Páez (La Mula) El Carmen (Barinas) Juan Antonio Rodríguez Domínguez (El Corozo) Manuel Palacio Fajardo (La Caramuca) Ramón Ignacio Méndez (Barinas) Rómulo Betancourt (Barinas) San Silvestre (San Silvestre) Santa Inés (Santa Inés) Santa Lucía (Santa Lucía) Torunos (Torunos) | 263 272           | 353 851           | 434 923                  | 11 196 88 680 15 606 67 634 8 407 47 251 4 591 11 444 105 775 47 121 8 264 4 969 6 439 7 546 |
| Bolívar                  |              | Barinitas         | 3                           | Altamira de Cáceres (Altamira de Cáceres) Barinitas (Barinitas) Calderas (Calderas) | 39 779            | 52 872            | 60 912                   | 3 442 50 898 6 572                                                                           |
| Cruz Paredes             |              | Barrancas         | 3                           | Barrancas (Barrancas) El Socorro (La Yuca) Masparrito (Masparrito) | 20 574            | 26 042            | 29 726                   | 24 435 4 681 610                                                                             |
| Ezequiel Zamora          |              | Santa Bárbara     | 4                           | José Ignacio del Pumar (Pedraza La Vieja) Pedro Briceño Méndez (Capitanejo) Ramón Ignacio Méndez (Punta de Piedra) Santa Bárbara (Santa Bárbara) | 42 104            | 53 580            | 60 274                   | 3 745 6 169 4 646 45 714                                                                     |
| Obispos                  |              | Obispos           | 4                           | El Real (El Real) Los Guasimitos (Los Guasimitos) La Luz (La Luz) Obispos (Obispos) | 25 774            | 37 493            | 42 886                   | 3 520 12 875 8 497 17 994                                                                    |
| Pedraza                  |              | Ciudad Bolivia    | 4                           | Ciudad Bolivia (Ciudad Bolivia) Ignacio Briceño (Maporal) José Félix Ribas (Curbatí) Páez (San Rafael de Canaguá) | 50 767            | 65 390            | 75 731                   | 52 020 6 731 8 542 8 438                                                                     |
| Rojas                    |              | Libertad          | 5                           | Dolores (Dolores) Libertad (Libertad) Palacio Fajardo (Mijagual) Santa Rosa (Santa Rosa) Simón Rodríguez (Arauquita) | 33 105            | 40 126            | 46 247                   | 12 584 10 217 6 334 5 382 11 730                                                             |
| Sosa                     |              | Ciudad de Nutrias | 5                           | Ciudad de Nutrias (Ciudad de Nutrias) El Regalo (El Regalo) Puerto de Nutrias (Puerto de Nutrias) Santa Catalina (Santa Catalina) Simón Bolívar (Las Casitas del Vegón de Nutrias) | 21 251            | 24 142            | 27 648                   | 7 584 3 643 2 648 2 137 11 636                                                               |
| Total                    |              |                   | 54                          | | 624 508           | 816 264           |                          |                                                                                              |

### Organisation des pouvoirs
Le pouvoir exécutif est l'apanage du gouverneur. Hugo de los Reyes Chávez est gouverneur de l'État de Barinas de 1998 à 2008, il désigne alors son fils Argenis Chávez comme secrétaire d'État. Puis entre 2008 et 2017, c'est Adán Chávez qui occupe ce poste de gouverneur. En octobre 2017, lors des élections régionales vénézuéliennes, Argenis Chávez est élu à son tour, et devient le 46e gouverneur de l'État de Barinas et réélu le 21 novembre 2021. Pourtant, dès le 30 novembre, il démissionne de son poste et désigne son successeur par intérim, Jesús Monsalve secrétaire général du gouvernement de l'État de Barinas, jusqu'à la tenue de nouvelles élections. Les raisons de cette démission sont analysées différemment selon la communication officielle du gouvernement vénézuélien ou d'autres médias. Le ministère de la Communication et de l'Information évoque la disqualification de l'opposant Freddy Superlano pourtant donné vainqueur tandis que les médias d'opposition évoquent plutôt le fait que ce dernier ait accusé les élections d'irrégularités poussant le nouveau gouverneur élu à renoncer à sa charge. De nouvelles élections sont prévues le 9 janvier 2022 auxquelles se présente notamment Aurora de Superlano, l'épouse du vainqueur disqualifié, âgée de 32 ans. Celle-ci est également disqualifiée et remplacée par Sergio Garrido, membre du parti Action Démocratique et partie prenante de le la Plateforme unitaire, union des oppositions au chavisme et au pouvoir du président Maduro, qui l'emporte avec 55.36 % des voix.
| Photo | Scrutin | Période                              | Nom du gouverneur        | Parti politique | Résultat électoral | Notes |
| ----- | ------- | ------------------------------------ | ------------------------ | --------------- | ------------------ | --- |
|       | 1989    | 1989-1992                            | Rosales Peña             | AD              | 55.1 %             | |
|       | 1992    | 1992-1995                            | Gehard Cartay            | COPEI           | 51.9 %             | |
|       | 1995    | 1995-1998                            | Rosales Peña             | AD              | 52.1 %             | |
|       | 1998    | 1998-2000                            | Hugo de los Reyes Chávez | MVR             | 43.5 %             | |
|       | 2000    | 2000-2004                            | Hugo de los Reyes Chávez | MVR             | 52.5 %             | |
|       | 2004    | 2004-2008                            | Hugo de los Reyes Chávez | MVR             | 76.2 %             | |
|       | 2008    | 25 novembre 2008 - 2012              | Adán Chávez              | PSUV            | 50.4 %             | |
|       | 2012    | 2012 - 5 janvier 2017                | Adán Chávez              | PSUV            | 57.8 %             | |
|       | -       | 2017                                 | Zenaida Gallardo         | PSUV            | -                  | intérim |
|       | 2017    | 18 octobre 2017 - 21 novembre 2021   | Argenis Chávez           | PSUV            | 53.1 %             | |
|       | 2021    | 22 novembre 2021 - 30 novembre 2021, | Argenis Chávez           | PSUV            | 37.05 %            | Réélu, démissionne définitivement une semaine après son élection. Les résultats donnent finalement Freddy Superlano vainqueur avec 37.60 % des voix face à Argenis Chávez avec 37.21 % mais la justice a annulé le scrutin au motif de l'inéligibilité du vainqueur. |
|       | -       | 1er décembre 2021 - 9 janvier 2022   | Jesús Monsalve           |                 | -                  | intérim jusqu'aux élections du 9 janvier 2022 |
|       | 2022    | Depuis le 10 janvier 2022            | Sergio Garrido           | AD              | 55.36 %            | |

## Économie
L’économie de l’État est encore principalement liée à l’agriculture. Depuis quelques années, l’activité d’extraction de pétrole se développe dans cet État, ayant des impacts forts sur l’attractivité économique de la région.

## Sources
- (es) Cet article est partiellement ou en totalité issu de l’article de Wikipédia en espagnol intitulé « Estado Barinas » (voir la liste des auteurs).

- (es) Cet article est partiellement ou en totalité issu de l’article de Wikipédia en espagnol intitulé « Anexo:Gobernador de Barinas » (voir la liste des auteurs).